# Rick Wakeman
Richard Christopher "Rick" Wakeman, född 18 maj 1949 i London, är en brittisk pianist, organist, låtskrivare, programledare och författare.

## Biografi
Rick Wakeman är mest känd för att ha spelat med den progressiva rockgruppen Yes, men har innan det medverkat som studiomusiker på bland annat David Bowies Space Oddity. I sin ungdom var han en pionjär inom användandet av elektriska keyboards och han är känd för att använda instrument såsom hammondorgel, mellotron, Fender Rhodes, moog och fullskaliga orglar. Wakeman har medverkat i BBC:s Grumpy Old Men och har även ett eget radioprogram, Rick's Place på radiokanalen Planet Rock.

## Diskografi (i urval)

### Album

#### Solo
- 1971 – Piano Vibrations
- 1973 – The Six Wives of Henry VIII
- 1974 – Journey To The Centre Of The Earth
- 1975 – The Myths and Legends of King Arthur and the Knights of the Round Table
- 1975 – Lisztomania
- 1976 – No Earthly Connection
- 1977 – Rick Wakeman's Criminal Record
- 1977 – White Rock (soundtrack till dokumentären med samma namn)
- 1979 – Rhapsodies
- 1981 – The Burning (soundtrack)
- 1981 – 1984 (baserad på George Orwells bok med samma namn)
- 1988 – A Suite of Gods
- 1991 – Aspirant Sunrise
- 1999 – Return to the Centre of the Earth
- 2000 – 2000 A.D. In the Future
- 2001 – The Landscapes of Middle Earth (Inspirerad av Sagan om Ringen av JRR Tolkien)
- 2016 – Starship Trooper

#### Med Yes
- 1971 – Fragile
- 1972 – Close to the Edge
- 1973 – Yessongs
- 1973 – Tales from Topographic Oceans
- 1977 – Going for the One
- 1978 – Tormato